# 장원 (봉건제)

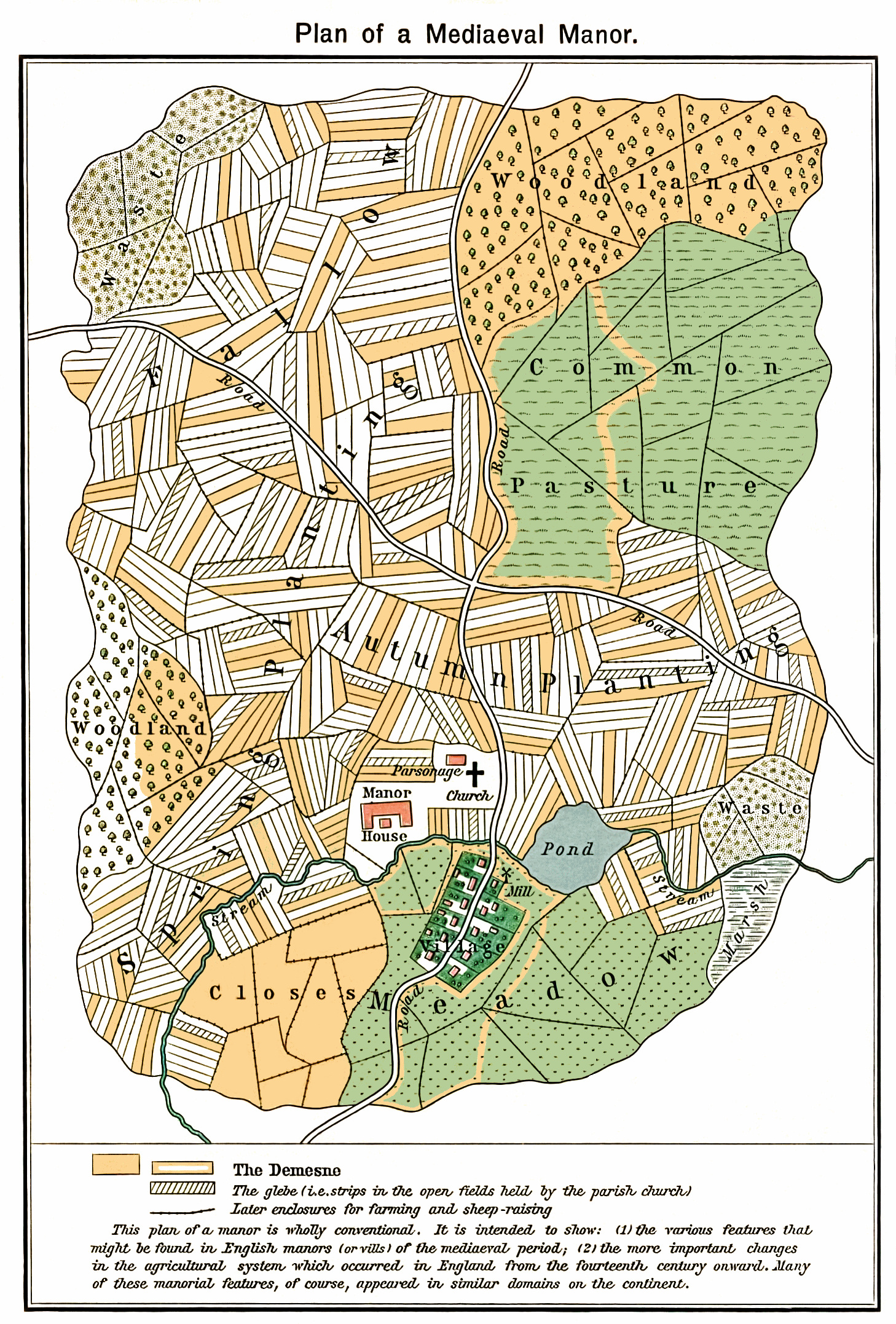
대상재배 농업을 보여주는 중세 장원의 일반적인 지도. 황색 영역은 영주의 직할지인 디메인이고 빗금이 쳐진 영역은 교회에 봉헌된 글리브이다. 윌리엄 R. 세퍼드의 1923년 삽화

장원(莊園, 영어: manor)은 유럽에서 봉건제도의 11세기부터 13세기에 걸쳐 지배적이었던 자급자족 경제의 단위이다. 자연적으로 발생한 촌락을 기초로 하며, 그 가운데서 영주와 예농의 신분관계가 유지되었다.

## 상세
장원은 세 가지 부분으로 이루어진다. 하나는 영주가 직접 경영하는 직영지로서 영주의 직접적인 수요를 충족하기 위해 영주의 종복(從僕)이나 예농의 부역으로 경영되었다. 둘째는, 예농에게 대여해준 대토(貸土)로서 영주에게 공조를 바치는 의무를 지고 있는 탁영지(託營地), 셋째는 공유지로서의 삼림·목장·호소(湖沼) 등이 있었다.
장원의 중심을 이루고 있는 것은 보통 1주일에 이틀 내지 사흘 동안 영주를 위해 일한다는 부역이 부과된 외에 직영지의 수확기나 축제일, 그외 영주 소유의 삼림의 벌채, 목초베기, 도로공사 등 임시부역이 과해지고, 공세(貢稅)나 생산물의 공납(貢納)이라는 강제도 부과되고 있었다. 나아가 자녀의 결혼에 관해서도 영주의 허가를 필요로 했고, 상속인이 없이 사망했을 때에는 재산을 몰수당하며, 상속할 경우에도 무거운 차지상속세(借地相續稅)를 지불하지 않으면 안 되었다. 또한 영주재판권에도 복종할 것을 강요받았다. 이런 일들로 인하여 예농의 생활은 언제나 비참한 상태에 놓이게 되었다. 중세말기에 예농의 반항이 격화되어 농민전쟁이 된 것도 그런 것이 원인이었다. 예를 들면, 영국에 있어서는 14세기 말경 대규모 농민폭동이 전국적으로 일어났고, 프랑스에서도 14세기 중엽, 독일에서도 16세기에 각지에서 농민전쟁이 일어났을 정도이다.
이와 같이 부역이 농민을 착취하는 데 큰 힘을 가지고 있었으나 재해와 기근의 속출, 끊임없이 일어나는 전쟁이나 내란 때문에 풍작이 들었을 때조차도 생활에 필요한 생산물을 손에 넣을 수 없을 만큼 궁핍해졌으므로 부역도 일년에 며칠로 줄어들었다. 그러나 이 부역의 철폐야말로 농민의 해방과 연결되는 것이었다. 즉, 도시를 중심으로 하는 화폐경제의 발달에 영향받아 영주의 화폐에 대한 욕구가 높아짐에 따라서 점차로 물납(物納)으로부터 금납(金納)으로 바뀌었다. 또한 직영지도 점차 탁영지로, 다시 자유소작제도로 바뀜에 따라 장원경제는 소멸의 과정을 밟게 되었다.

## 같이 보기
- 둠스데이 북
- 젠트리
- 라티푼디움
- 파트론
- 아시엔다
- 농노제
- 인도 봉건제
- 중국 봉건제
- 장원 (일본사)